# 库尔特·冯·戈特贝格

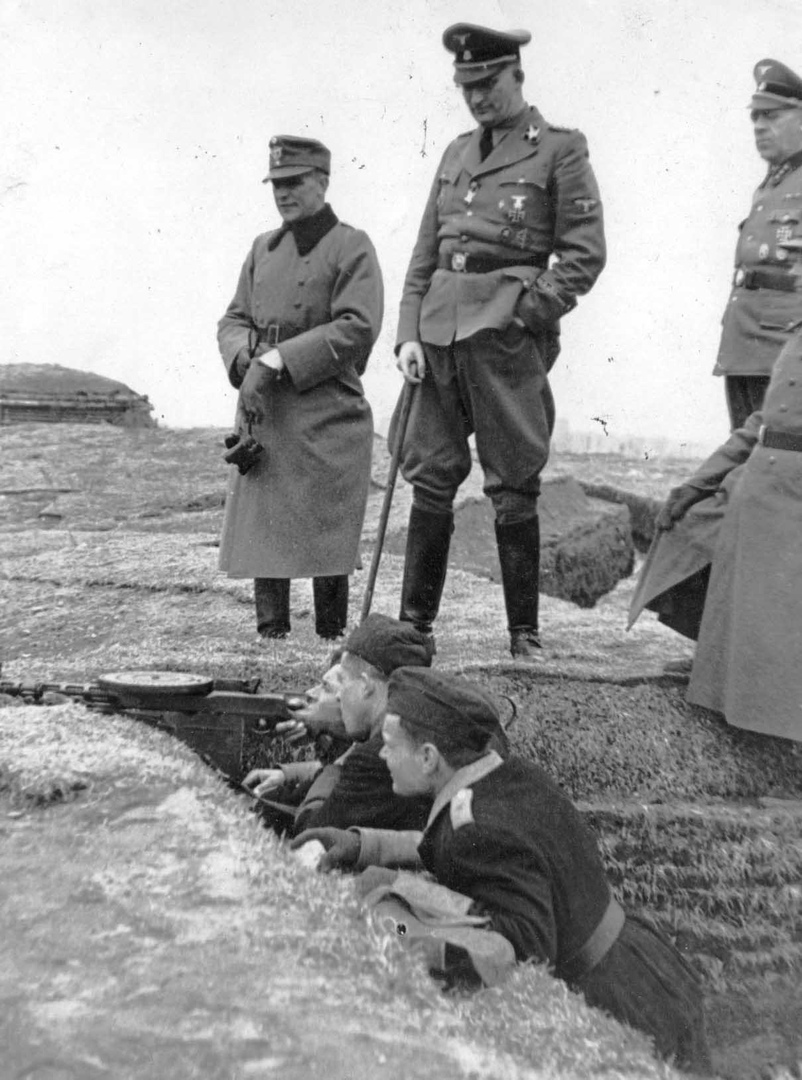
庫爾特·馮·戈特貝格（拄拐杖者）

库尔特·冯·戈特贝格（1896年2月11日—1945年5月31日）是一位纳粹德国親衛隊上級集團領袖，曾担任俄罗斯中部党卫队和警察领袖，自1943年9月起担任白俄罗斯占领区总专员。战后，他在被关押期间自杀。